# شركة الصين للبتروكيماويات
شركة الصين للپتروكيماويات الصين Petrochemical Corporation أو مجموعة صينوپك Sinopec Group هي أكبر شركة تكرير نفط وپتروكيماويات في آسيا، ويسيطر عليها مجلس دولة جمهورية الصين الشعبية. ومقرها الرئيسي في بيجينگ..
والشركة التابعة لها، شركة الصين للنفط والكيماويات، الشهيرة بالاختصار صينوپك Sinopec، مسجلة في بورصة أسهم هونگ كونگ و بورصة أسهم شانغهاي.

## وصلات خارجية
- China Petrochemical Corporation نسخة محفوظة 17 مايو 2008 على موقع واي باك مشين.

## الهامش
1. ↑  مذكور في: Global LEI index. الوصول: 17 سبتمبر 2024.
2. ↑  China Petrochemical Corporation Company Introduction نسخة محفوظة 20 مايو 2008 على موقع واي باك مشين.
3. ↑  China Petrochemical Corporation Company Profile نسخة محفوظة 19 سبتمبر 2012 على موقع واي باك مشين.